# Gabrielle Bell
Pour les articles homonymes, voir Bell.
Gabrielle Bell (née le 24 mars 1976 à Londres) est une autrice de bande dessinée américaine connue pour ses minicomics (en) alternatifs autobiographiques.

## Œuvres publiées en français
- Quand je serai vieille et autres histoires, Éditions de l'An 2, coll. « Traits féminins », 2005  (ISBN 2-84856-050-9).
- Cecil et Jordan à New York, Delcourt, coll. « Outsider », 2010  (ISBN 978-2-7560-2068-6).
- Les Voyeurs, Actes Sud-L'An 2, 2015  (ISBN 978-2-330-04775-7).

## Distinctions
- 2004 : Prix Ignatz du meilleur minicomic pour Lucky no 3
- 2007 : Prix Ignatz de la meilleure histoire pour Felix, dans Drawn and Quarterly Showcase vol. 4

## Adaptation
Dans le film collectif Tokyo!, sorti en 2008, le segment réalisé par Michel Gondry, intitulé Interior Design, est librement adapté de la bande dessinée Cecil et Jordan à New York ; Gabrielle Bell a coécrit le scénario avec le réalisateur.